# Leopold August Warnkönig
Leopold August Warnkönig (Bruchsal, 1º agosto 1794 – Stoccarda, 19 agosto 1866) è stato un giurista tedesco.

## Biografia
Allievo di Gustav Hugo, fu docente a Liegi (1817), Lovanio (1827), Gand (1831-1836), Friburgo in Brisgovia (1836), Tubinga (1844-1856).
Fu esponente della scuola storica del diritto.

## Collegamenti esterni

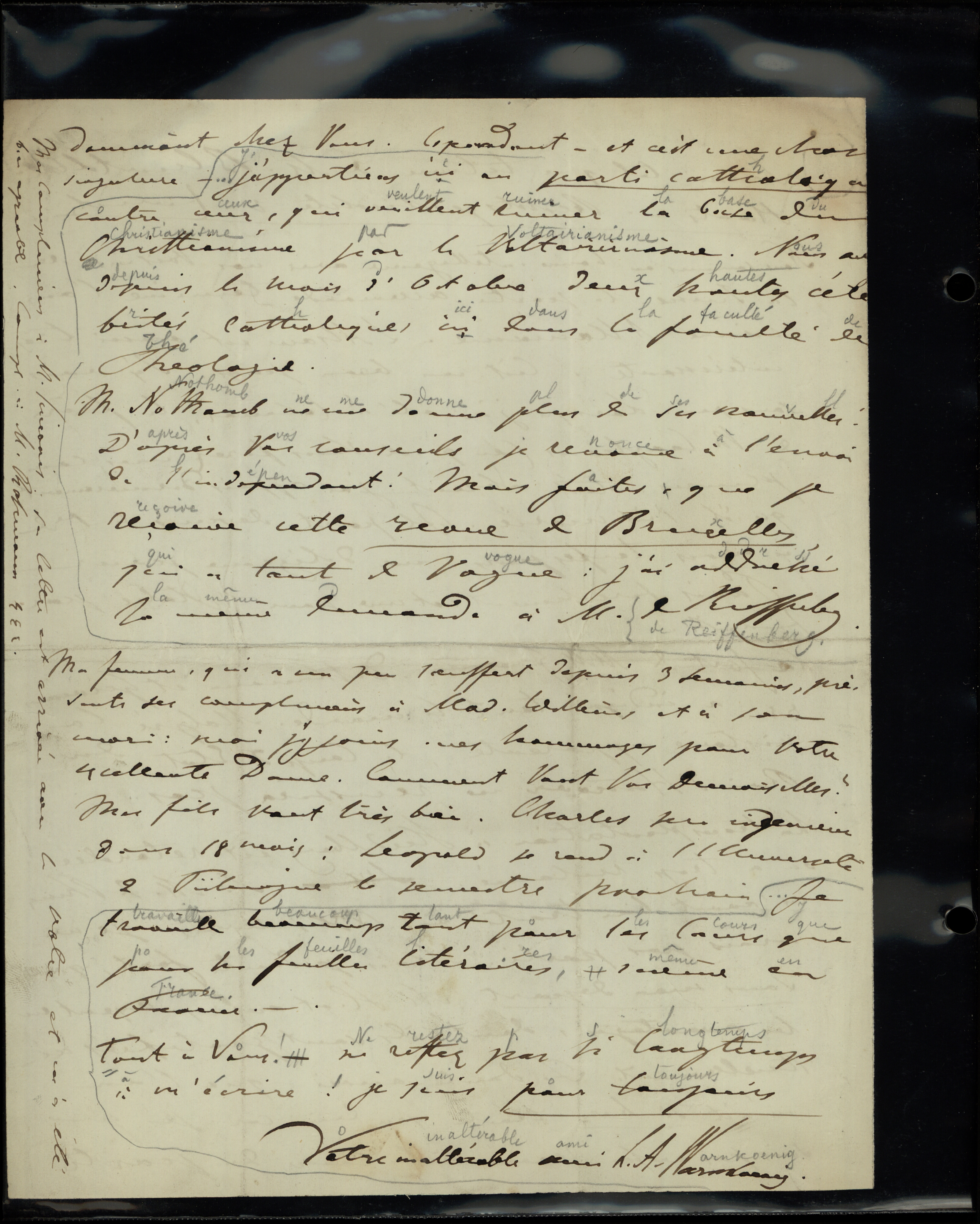
Lettera di Warnkönig (1838)